# 新構想大学
新構想大学（しんこうそうだいがく）とは、1973年に設置された筑波大学を始めとして、従来の国立大学の組織、管理運営体制とは異なる組織体制を伴って設置された国立大学のことである。

## 概要
新構想大学は、それまでの大学が学部・学科・研究所等により構成され、学部・学科は講座・学科目により構成されていたのに対し、教育上の組織と研究上の組織の区分、副学長の設置による学長の管理運営体制の強化、学外の意見を反映させるための参与会の設置をその特徴とする。従来の大学では、大学全体の意思決定は評議会が中心となっていたものの、学部教授会の立場が強く、学長を中心とする迅速な意思決定ができなかったことと共に、学部・学科内では講座制による各講座の独立性の高さが、タコツボと批判されていたことに対する反省から構想されたものである。
最初の新構想大学である筑波大学では、学部・学科・講座制に対して、教育組織として学生が所属する学群・学類が置かれる一方、教員は研究のための組織である学系に所属することとされ、教育と研究の組織は機能的に分離された。したがって学部教授会は設置されていない。しかしながら、筑波大学以降の新構想大学では、そのほとんどが単科大学であったこともあり、こうした組織体制は採用されていない。
学長権限を強化するための副学長制は、その後の全ての新構想大学で採用され、学外の意見を大学運営に反映させるための参与もその後の全ての新構想大学で採用はされた。だが、筑波大学で導入された参与会は、他の新構想大学では導入されていない。このため、新構想大学の理念を完全に実現したのは筑波大学のみである。

## 経緯
筑波大学の設置は元々、タコ足で狭隘なキャンパスに悩まされていた東京教育大学の筑波研究学園都市への移転として計画されていた。しかし、移転問題は、折からの大学紛争の渦中に飲み込まれ（詳細は「筑波移転反対闘争」を参照）、単純な移転ではなく、東京教育大学を母体とはするものの、全く新しい構想による新たな大学の設置となったものである。
新大学の構想は、東京教育大学においても「筑波新大学に関する基本計画案」としてまとめられたが、新構想大学の概念は、直接的には文部省の「筑波新大学創設準備調査会」による「筑波新大学のありかたについて」をルーツとする。
新構想大学としての筑波大学の設置のためには、国立学校設置法のみならず学校教育法や教育公務員特例法の改正を必要とし、これらを一括して改正するいわゆる「筑波大学法案」は、1973年3月に国会に提出され、野党の激しい抵抗を受けたものの、同年9月に成立し、同年10月筑波大学は開学した。
この後、一県一医大政策に基づき1974年以降設置された国立医科大学は、講座編成の弾力化・6年一貫教育・副学長や参与の導入により、新構想大学としての性格をもつものとされている。
ついで、1976年には、高等専門学校卒業生を三年次に編入させ大学院修士課程までの4年一貫教育を中心とする、二つの技術科学大学が新潟県長岡市と愛知県豊橋市に設置された。
さらに、1978年から1981年にかけ、現職教員の研究・研鑽機会を確保するための大学院を中心とする新教育大学が三校設置された。
また、特殊な分野の単科大学として、1979年に図書館情報大学、1981年に鹿屋体育大学、1983年には映像を使った講義による放送大学が設置されたほか、1988年から1997年にかけては、学部を持たない大学院大学が新構想大学として設置された。
一方で、2004年の国立大学の独立行政法人化以降、国立大学では学長や法人理事会のリーダーシップが強化されたほか、教員組織の再編も進み、新構想大学と従来の大学との差異は小さくなっている。

## 新構想大学の一覧

### 総合大学
- 筑波大学 - 1973年設置

### 医科大学
- 浜松医科大学 - 1974年設置
- 宮崎医科大学 - 1974年設置（現宮崎大学医学部）
- 滋賀医科大学 - 1974年設置
- 富山医科薬科大学 - 1975年設置（現富山大学医学部・薬学部）
- 島根医科大学 - 1975年設置（現島根大学医学部）
- 高知医科大学 - 1976年設置（現高知大学医学部）
- 佐賀医科大学 - 1976年設置（現佐賀大学医学部）
- 大分医科大学 - 1976年設置（現大分大学医学部）
- 福井医科大学 - 1978年設置（現福井大学医学部）
- 山梨医科大学 - 1978年設置（現山梨大学医学部）
- 香川医科大学 - 1978年設置（現香川大学医学部）

### 技術科学大学
- 長岡技術科学大学 - 1976年設置
- 豊橋技術科学大学 - 1976年設置

### 新教育大学
- 兵庫教育大学 - 1978年設置
- 上越教育大学 - 1978年設置
- 鳴門教育大学 - 1981年設置

### 大学院大学
- 総合研究大学院大学 - 1988年設置
- 北陸先端科学技術大学院大学 - 1990年設置
- 奈良先端科学技術大学院大学 - 1991年設置
- 政策研究大学院大学 - 1997年設置

### その他
- 図書館情報大学 - 1979年設置（現筑波大学情報学群知識情報・図書館学類）
- 鹿屋体育大学 - 1981年設置
- 放送大学 - 1983年設置